# Autonomiczna Republika Krymu
Autonomiczna Republika Krymu (ukr. Автономна Республіка Крим, trb. Awtonomna Respublika Krym; ros. Автономная Республика Крым, trb. Awtonomnaja Riespublika Krym; krymskotat. Qırım Muhtar Cumhuriyeti, trb. Kyrym Muchtar Dżumchurieti) – autonomiczna republika znajdująca się na terenie Ukrainy. Obejmuje Półwysep Krymski, leżący na północnym wybrzeżu Morza Czarnego. Stolicą republiki jest Symferopol. W grudniu 2013 r. miała 1,97 mln mieszkańców.
Terytorium Ukrainy w części obejmującej Autonomiczną Republikę Krymu zostało w 2014 anektowane przez Federację Rosyjską, która utworzyła na zajętym obszarze jednostkę administracyjną o nazwie Republika Krymu.

## Geografia
Autonomiczna Republika Krymu ma powierzchnię 26 081 km². Teren ten obejmuje niemal cały obszar Półwyspu Krymskiego (oprócz obszaru Sewastopola i północnych fragmentów Mierzei Arabackiej).
W części wschodniej, obok cieśniny Kerez, wznoszą się góry Jaiłu, otaczające cały brzeg południowy i ku północy rozdzielające na kilka równoległych łańcuchów gór, pokrytych gęstym lasem. Na północy przechodzą w step, zajmujący większą część półwyspu. Najwyższym szczytem Gór Krymskich jest Roman-Kosz o wysokości 1545 m n.p.m., drugim szczytem – Czatyrdah (starożytne Mons Trapezus, 1527 m n.p.m.).
Na południu Krymu znajduje się dużo malowniczych miejscowości, warowni, ruin starożytnych gmachów, klasztorów, meczetów tatarskich, pięknych ogrodów i gajów oliwnych, natomiast w części północnej Krymu się ich prawie nie spotyka. Klimat łagodny umożliwia rozwój roślinności o charakterze podzwrotnikowym. Doliny, poprzecinane strumieniami i zatokami, są żyzne i urodzajne.
Krym dzieli się na trzy rejony:
- Górny Krym – obejmujący południową część półwyspu
- Krym Stepowy – obejmujący równinną część północną
- Półwysep Kerczeński – we wschodniej części

Najdłuższą rzeką na półwyspie jest Sałhyr, a w dalszej kolejności Alma, Kacza, Belbek, Bułhanak i Czorna. Większość rzek na Krymie liczy jednak do 10 km i zazwyczaj kończą swój bieg na równinie, gdzie wysychają lub uchodząc do Morza Czarnego lub Azowskiego.

## Podział administracyjny
Do 2023 roku Autonomiczna Republika Krymu składała się z 14 rejonów oraz 16 miast. W skład rejonów wchodzi 56 osiedli typu miejskiego i 957 wsi.
1. Rejon bakczysarajski
2. Rejon biłohirski
3. Rejon dżankojski
4. Rejon kirowski
5. Rejon krasnogwardijski
6. Rejon krasnoperekopski
7. Rejon leniński
8. Rejon niżniohirski
9. Rejon perwomajski
10. Rejon rozdolnieński
11. Rejon sacki
12. Rejon symferopolski
13. Rejon sowiecki
14. Rejon czornomorski
15. Ałuszta
16. Armiańsk
17. Dżankoj
18. Eupatoria
19. Kercz
20. Krasnoperekopsk
21. Saki
22. Symferopol
23. Sudak
24. Teodozja
25. Jałta

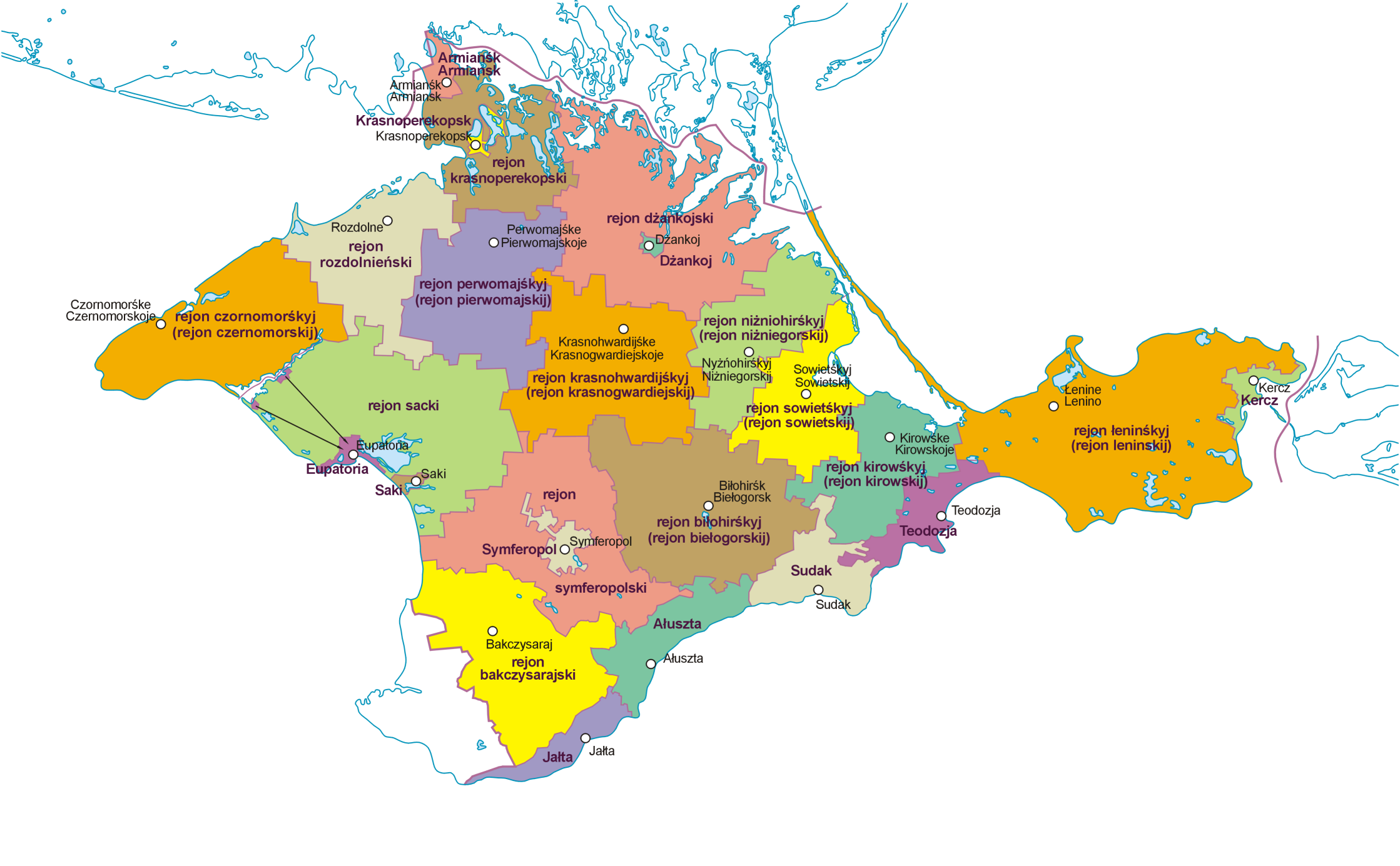
Podział sprzed reformy administracyjnej

26. Sewastopol (nie należy do Autonomicznej Republiki Krymu)

Reforma administracyjna, uchwalona przez Radę Najwyższą 17 lipca 2020 roku, przewiduje podział Autonomicznej Republiki Krymu na 10 powiększonych rejonów, do których zostaną włączone miasta. Początkowo reforma była przesunięta do czasu powrotu półwyspu pod kontrolę Ukrainy, ale weszła w życie 7 września 2023 roku.

## Ludność
Według danych z 1 grudnia 2013 r. Autonomiczną Republikę Krymu zamieszkiwało 1 967 218 osób, spośród których 1 233 420 osób (62,7%) zamieszkiwało w miastach, a 733 798 osób (37,3%) – na wsiach.

### Narodowości

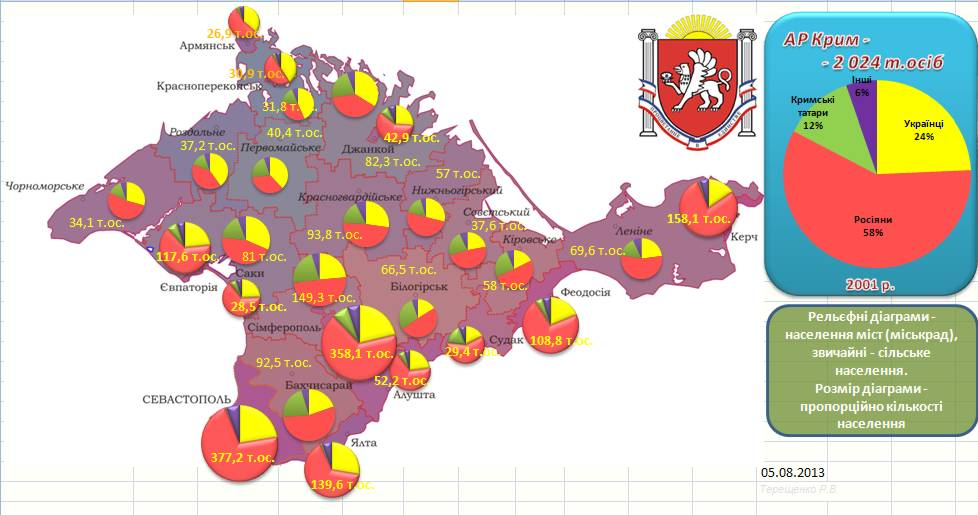

Według spisu powszechnego z 2001 r. większość ludności (58,32%) stanowią Rosjanie. Oprócz nich żyją tu Ukraińcy (24,32%), Tatarzy krymscy (12,10%), Białorusini (1,45%), Tatarzy (0,55%), Ormianie (0,43%), Żydzi (0,22%), Polacy (0,19%). Tatarzy krymscy stanowili większość ludności półwyspu ostatnio w 1864 r. (50,3%). Przed końcem II wojny światowej stanowili ok. 20%, tj. do czasu gdy w ramach stalinowskich represji za domniemaną kolaborację z Niemcami zostali deportowani w większości do Uzbekistanu. Po uzyskaniu niepodległości przez Ukrainę liczba Tatarów krymskich na Krymie stale zwiększała się dzięki powrotom dawnych wygnańców lub ich potomków. Od 2014 r. proces ten nie postępuje, ze względu na represyjną politykę okupacyjnych władz rosyjskich wobec Tatarów.

### Miasta
Największe miasta republiki oraz ich skład narodowościowy na podstawie danych z 2001 roku:
|    | miasto          | populacja (2014) | Rosjanie | Ukraińcy | Tatarzy krymscy | Białorusini | Ormianie | Tatarzy | Żydzi | Polacy | Mołdawianie i Rumuni | Azerowie |                    |
| -- | --------------- | ---------------- | -------- | -------- | --------------- | ----------- | -------- | ------- | ----- | ------ | -------------------- | -------- | ------------------ |
| 1. | Symferopol      | 338 319          | 66,7%    | 21,3%    | 7,0%            | 1,1%        | 0,6%     | 0,4%    | 0,7%  | 0,2%   | 0,1%                 | 0,3%     | Grecy – 0,2%       |
| 2. | Kercz           | 144 626          | 78,7%    | 15,4%    | 1,0%            | 1,1%        | 0,3%     | 0,2%    | 0,2%  | 0,1%   | 0,2%                 | 0,1%     | Bułgarzy – 0,1%    |
| 3. | Eupatoria       | 107 040          | 64,9%    | 23,3%    | 6,9%            | 1,5%        | 0,5%     | 0,2%    | 0,4%  | 0,2%   | 0,2%                 | 0,2%     | Koreańczycy – 0,1% |
| 4. | Jałta           | 78 200           | 65,5%    | 27,6%    | 1,3%            | 1,6%        | 0,6%     | 0,3%    | 0,3%  | 0,2%   | b.d.                 | 0,3%     |                    |
| 5. | Teodozja        | 69 000           | 72,2%    | 18,8%    | 4,6%            | 1,8%        | 0,5%     | 0,2%    | 0,2%  | 0,1%   | 0,2%                 | 0,2%     | Gruzini – 0,1%     |
| 6. | Dżankoj         | 35 693           | 59,8%    | 25,9%    | 8,1%            | 1,5%        | 0,3%     | 0,2%    | 0,2%  | 0,3%   | 0,3%                 | 0,2%     | Romowie – 1,1%     |
| 7. | Krasnoperekopsk | 29 672           | 51,0%    | 40,9%    | 3,0%            | 1,2%        | 0,3%     | 0,5%    | b.d.  | b.d.   | b.d.                 | b.d.     | Koreańczycy – 1,4% |
| 8. | Ałuszta         | 28 295           | 67,1%    | 23,0%    | 5,9%            | 1,4%        | 0,4%     | 0,2%    | 0,1%  | 0,2%   | 0,2%                 | 0,2%     | Gruzini – 0,2%     |

## Historia
W obliczu rozpadu ZSRR Rosjanie zaczęli zgłaszać postulaty powrotu do Rosji. Autonomia była ceną, jaką rząd ukraiński zgodził się zapłacić za pozostanie Krymu w składzie państwa ukraińskiego i w 1991 r. zamieszkująca półwysep większość rosyjska uzyskała od komunistycznych władz zgodę na utworzenie Krymskiej ASRR, obejmującej obszar obwodu krymskiego, z wyjątkiem miasta Sewastopola, które pozostało bezpośrednio w granicach Ukrainy. Po rozpadzie ZSRR, 5 maja 1992 Rosjanie zamieszkujący półwysep proklamowali powstanie Republiki Krymu.
Ostatecznie osiągnięto kompromis – Krym zrezygnował z niepodległości, a władze niepodległej Ukrainy zgodziły się na status republiki autonomicznej. Sewastopol, niegdyś stanowiący część obwodu krymskiego został dodatkowym miastem wydzielonym jako siedziba rosyjskiej Floty Czarnomorskiej.

## Gospodarka
Jedną z podstawowych dziedzin gospodarczych jest turystyka, skoncentrowana wzdłuż rozległego wybrzeża Morza Czarnego oraz Azowskiego, a także w Górach Krymskich. Oprócz typowej turystyki wypoczynkowej, istotną rolę odgrywa również sieć uzdrowisk i sanatoriów.

### Przemysł
Rozwinięty jest przemysł górniczy, zwłaszcza wydobycie wapieni, które są podstawowym materiałem budowlanym na Krymie. Najważniejsze kamieniołomy znajdują się w rejonie Starego Krymu (żółte wapienie neogeńskich muszlowców) oraz Sewastopola (białe wapienie kredy górnej). W Bakczysaraju działa duża cementownia w oparciu o miejscowe złoża wapieni. W Symferopolu i jego okolicach znajdują się kamieniołomy pozyskujące ozdobne wapienie o dobrym polerze nazywane potocznie marmurami (choć nie jest to marmur w sensie definicji geologicznej). Niektóre słone jeziora (zwłaszcza jezioro Sasyk), powstałe z odcięcia zatok morskich są podstawą eksploatacji soli kamiennej. Do lat 90. XX wieku podstawą ciężkiego przemysłu były złoża rud żelaza na Półwyspie Kerczeńskim, na bazie których działała wielka huta żelaza, obecnie jednak zamknięta. W przeszłości duże znaczenie miały także kamieniołomy skał wulkanicznych, zwłaszcza diorytu.
Istotne znaczenie ma także przemysł spożywczy, skierowany na zaspokojenie potrzeb ludności miejscowej, ale także bardzo licznych turystów. Krym jest największym na Ukrainie producentem wina.

### Rolnictwo
Głównymi uprawami są zboże, w tym proso, tytoń, winorośl, owoce i warzywa. Specyficzna dla Krymu jest dość znaczna produkcja ziół leczniczych i kosmetycznych, częściowo uprawianych na farmach, częściowo zbieranych z dzikich łąk i stepów. Ważne źródło utrzymania miejscowej ludności stanowi hodowla jedwabników, pszczół, bydła, koni i owiec. Zarówno hodowla, jak i uprawy skoncentrowane są w północnym i środkowym Krymie. Część północnego Krymu stanowi step będący przedłużeniem stepów nogajskich, ubogi w drewno i wodę, w większości nieurodzajny i niezdatny do uprawy, nawadniany wodami o wysokim stężeniu soli mineralnych. Szczególnie zauważalne jest to w pobliżu tzw. Morza Zgniłego (Sywasz), będącego częścią morza Azowskiego. Oba morza, a także liczne zatoki stanowią podstawę rybołówstwa, choć ze względu na niezbyt liczne zasoby ryb w Morzu Czarnym, nie stanowi ono istotnej dziedziny gospodarki.

### Transport
Jest bardzo dobrze rozwinięty na Krymie i zatrudnia znaczną liczba osób w związku z przewozami turystycznymi. Są dwie główne linie kolejowe Sewastopol – Symferopol – Dżankoj, skąd odchodzą dwie linie w kierunku na Lwów i Zaporoże oraz Kercz – Dżankoj z odgałęzieniem na Teodozję. Istnieje też odgałęzienie Symferopol – Eupatoria. Rozbudowana jest także sieć dróg, w tym trasa Symferopol – Jałta, po której kursuje linia trolejbusowa, najdłuższa na świecie. Porty w Teodozji, Eupatorii, a zwłaszcza Sewastopolu obsługują statki oceaniczne, a także żeglugę przybrzeżną. W pomniejszych portach rozwinięta jest żegluga turystyczna.

## Status polityczny
Status polityczny Autonomicznej Republiki Krymu reguluje konstytucja Ukrainy oraz konstytucja Autonomicznej Republiki Krymu.
Organem ustawodawczym autonomii jest jednoizbowy parlament – Rada Najwyższa Republiki Autonomicznej Krymu, złożony ze 100 posłów.
Władzę wykonawczą sprawuje Rada Ministrów. Premiera autonomii powołuje (i odwołuje) parlament, po uzgodnieniu kandydatury z prezydentem Ukrainy.
W autonomii prezydent Ukrainy posiada swego specjalnego przedstawiciela.
Akty prawne władz republiki nie mogą być sprzeczne z konstytucją RAK oraz prawem Ukrainy.
Kompetencje władz autonomii obejmują m.in. kwestie rolnictwa, turystyki, planowania przestrzennego, transportu publicznego i instytucji kulturalnych itd. W razie uznania, iż zachodzi sprzeczność pomiędzy aktami prawnymi autonomii a prawem ukraińskim, prezydent Ukrainy może wstrzymać stosowanie aktów prawnych RN RAK i jednocześnie zwrócić się do Sądu Konstytucyjnego Ukrainy o ustalenie ich zgodności z prawem.
11 marca 2014 połączone zgromadzenie radnych Rady Najwyższej Autonomicznej Republiki Krymu i Rady Miejskiej Sewastopola przyjęło deklarację niepodległości Republiki Krymu. W deklaracji powołano się wprost na przypadek Kosowa i wyrok z 22 lipca 2010, w którym Międzynarodowy Trybunał Sprawiedliwości uznał, że jednostronna deklaracja niepodległości Kosowa nie narusza prawa międzynarodowego. Deklaracja ta nie została uznana przez władze Ukrainy i społeczność międzynarodową.
17 marca 2014 Rada Najwyższa Republiki Autonomicznej Krymu przyjęła postanowienie o niepodległości Republiki Krymu. To konsekwencja referendum, w którym za przyłączeniem Krymu z Sewastopolem do Rosji, według wyników podanych przez władze Krymu i nieuznanych przez władze Ukrainy, zagłosowało 96,57 proc. uczestników przy frekwencji 84% (wyniki te, jak i frekwencja, są kwestionowane). Tego samego dnia niepodległość Krymu uznała Rosja. 18 marca 2014 podpisano umowę między Rosją a Republiką Krymu i miastem wydzielonym Sewastopol o włączeniu Krymu do Rosji jako nowe podmioty federacji. Umowa ta weszła w życie z dniem ratyfikacji – 21 marca 2014 roku. Tego samego dnia dokonano odpowiednich zmian w Konstytucji Rosji, dopisując do niej dwa nowe podmioty federacji – Republikę Krymu i miasto federalnego znaczenia Sewastopol, które włączono do nowo utworzonego Krymskiego Okręgu Federalnego.
Ukraina i większość państw świata nadal uznaje Krym za republikę autonomiczną w składzie Ukrainy. Republikę Krymu i Sewastopol za część Federacji Rosyjskiej uznały oficjalnie (de iure): Afganistan, Kuba, Nikaragua, Korea Północna, Rosja, Syria i Wenezuela. Prezydent Białorusi Alaksandr Łukaszenka uznał aneksję Krymu de facto. Rezolucja Zgromadzenia Ogólnego ONZ nr 68/262 27 marca 2014 uznała przyłączenie Krymu za sprzeczne m.in. z Deklaracją Zasad Prawa Międzynarodowego z 24 października 1970 czy Aktem Końcowym KBWE z 1 sierpnia 1975. Za rezolucją uznającą referendum krymskie za nielegalne opowiedziało się 100 państw – członków Organizacji Narodów Zjednoczonych, 11 było przeciw, 58 wstrzymało się od głosu.
W listopadzie 2019 Międzynarodowy Trybunał Sprawiedliwości orzekł na korzyść strony Ukrainy.
De iure Republika Krymu jest nadal częścią Ukrainy jako Autonomiczna Republika Krymu i miasto o osobnym statusie Sewastopol.